# Hoher Staatsrat

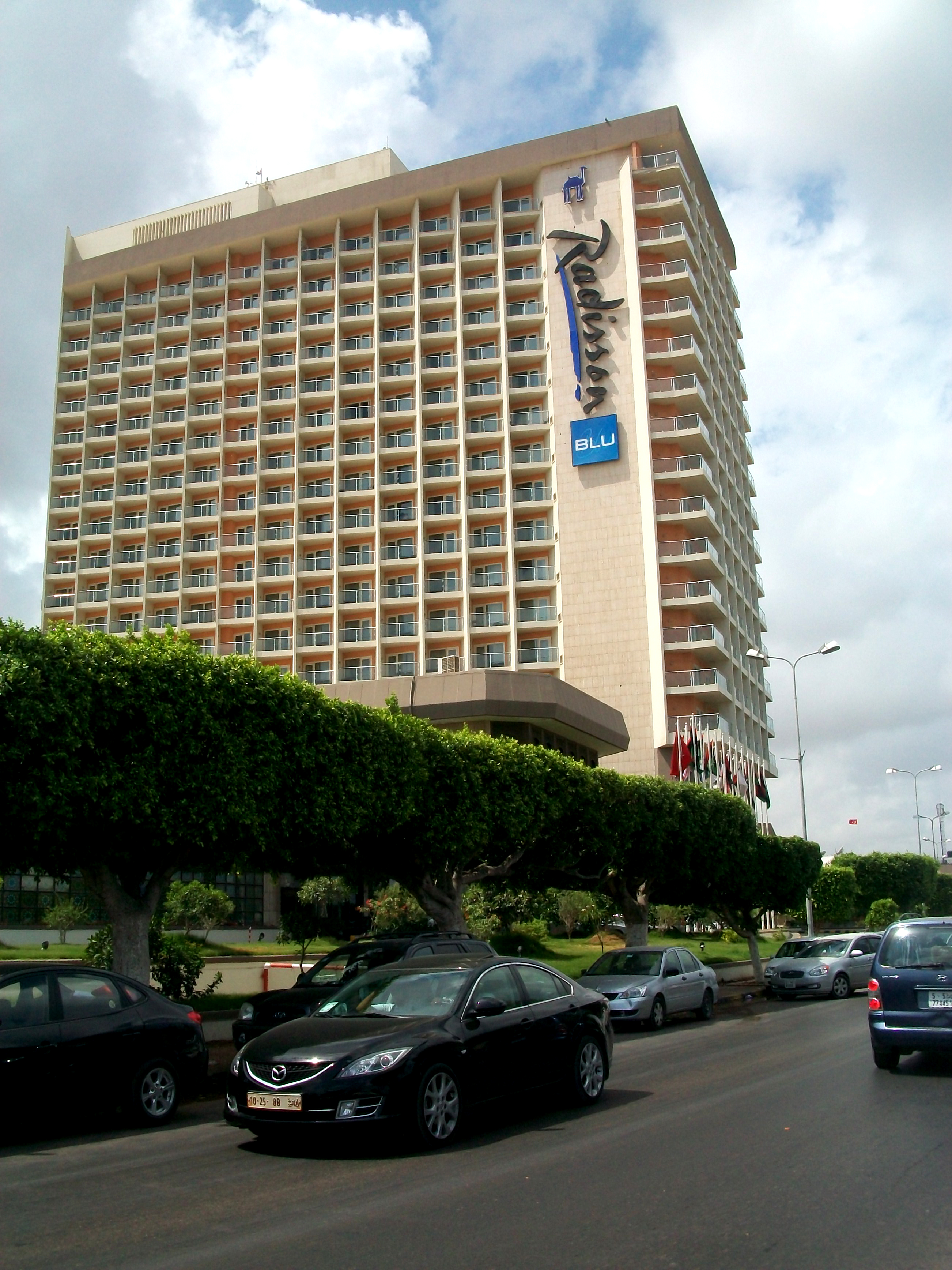
Das Mehari Radisson Blu Hotel in Tripolis, in dem der Staatsrat tagt

Der Hohe Staatsrat (arabisch المجلس الأعلى للدولة, DMG al-Maǧlis al-aʿlā li-d-daula) ist die zweite Kammer des libyschen Parlamentes gemäß dem Friedensvertrag von Skhirat vom 17. Dezember 2015, welcher den Bürgerkrieg in Libyen 2014/16 beenden soll.
Als beratende Kammer soll sie den Abgeordnetenrat bei der Umsetzung des Friedensabkommens unterstützen und der neuen Einheitsregierung unter Fayiz as-Sarradsch helfen, die Einheit des Landes wiederherzustellen.

## Geschichte
Der Staatsrat tagte erstmals am 27. Februar 2016. Die Eröffnungszeremonie fand im Radisson Blu Al Mahary Hotel in Tripolis statt. Am 22. April 2016 zog das Gremium in das Kongresszentrum Rixos Al Nasr.
Im August 2016 wurde ein rivalisierender Hoher Staatsrat in Bengasi ausgerufen, dessen 94 Mitglieder sich dem Hohen Staatsrat in Tripolis anschließen wollten. Am 21. September 2016 übernahm der Hohe Staatsrat gesetzgebende Funktionen.
Am 14. Oktober 2016 stürmten Anhänger des Allgemeinen Nationalkongresses das Gebäude des Hohen Staatsrats. Anschließend kam es zu Kämpfen zwischen Anhängern von Chalifa al-Ghweil und von Fayiz as-Sarradsch. Seither trifft sich der Hohe Staatsrat wieder im Radisson Blu Al Mahary Hotel.
| Ressort                                                     | Leiter des Ressorts                          |
| ----------------------------------------------------------- | -------------------------------------------- |
| Präsidentenratsvorsitzender und Ministerpräsident           | Fayiz as-Sarradsch                           |
| Stellvertretender Ministerpräsident                         | Ahmed Hamza                                  |
| Stellvertretender Ministerpräsident                         | Abdel Salam Kadschman                        |
| Stellvertretender Ministerpräsident                         | Musa al-Koni (bis 2. Januar 2017)            |
| Stellvertretender Ministerpräsident                         | Ahmed Miitig                                 |
| Stellvertretender Ministerpräsident                         | Fathi al-Madschbari                          |
| Stellvertretender Ministerpräsident                         | Ali Faradsch al-Qatrani                      |
| Minister des Auswärtigen und für Internationale Kooperation | Mohamed Taha Siala                           |
| Minister für Verteidigung                                   | Oberst al-Mahdi al-Barghathi                 |
| Minister des Inneren                                        | Oberst al-Aref al-Choga (bis 2. Januar 2017) |